# Richmond Crinkley
Richmond Crinkley (* 1940 in Blackstone, Virginia; † 29. Januar 1989 in Richmond, Virginia) war ein US-amerikanischer Theaterproduzent und -regisseur.

## Leben
Crinkley erhielt seinen BA, MA und PhD an der Universität von Virginia und war von 1965 bis 1976 Fulbright-Stipendiat an der Universität Oxford in England. Danach lehrte er für zwei Jahre an der Universität von North Carolina. Seine großen Erfolge erzielte er am Theater als langjähriger erfolgreicher Produzent und Regisseur. Der Höhepunkt seiner Karriere war vielleicht die Produktion des 1980 zuerst am Broadway in New York produzierten Theaterstücks „Der Elefantenmann“ (Hauptrolle David Bowie), einer Tragödie des im Jahr 1884 auf Jahrmärkten als „Elefantenmensch“ ausgestellten Menschen. Er erhielt hierfür den Tony Award für das beste Stück 1980 sowie zahlreiche andere Preise einschließlich des Los Angeles Drama Critics Circle, Drama Desk Award, Outer Critics Circle Award, The Village Voice OBIES  Award und den Los Angeles Drama Critics Circle Award.
Er produzierte am Broadway verschiedene erfolgreiche Shows wie z. B. Tintypes und Passions  sowie zahlreiche TV-Produktionen für Public Broadcasting Service (PBS) und American Broadcasting Company ABC einschließlich Macbeth and Diary of a Madman.
Die längste Zeit seiner Theater-Karriere verbrachte er in Washington, DC, wo er die Folger Theater Gruppe gründete und von 1969 bis 1973 leitete, einen Vorläufer des heutigen Shakespeare Theaters. 1973 bis 1976 war er Assistent des Leiters des Kennedy Center, wo er für Theaterproduktionen wie Long Day's Journey Into Night, Süßer Vogel Jugend, und The Skin of your Teeth. verantwortlich zeichnete. 1976 wurde er in New York Direktor des Amerikanischen National Theaters und danach des Vivian Beaumont Theaters des Lincoln Center, wo er den Elephant Man produzierte,
In der renommierten Zeitschrift Shakespeare Quarterly (1985) äußerte er in seiner Besprechung des neu erschienenen Buchs von Charlton Ogburn The Mysterious William Shakespeare: The Myth & The Reality seine Überzeugung, dass Ogburn die Shakespeare-Urheberschaftsfrage dauerhaft beeinflusst und verändert habe. Richmond Crinkley starb mit 49 Jahren an einer unheilbaren Blutkrebserkrankung.

## Schriften
- New Perspectives on The Authorship Question. In: Shakespeare Quarterly 36 (1985), S. 515–522.